# Gérard Gozlan
Pour les articles homonymes, voir Gozlan.
Gérard Gozlan est un réalisateur, scénariste et critique cinématographique français né le 24 mai 1935 à Alger et mort le 11 février 2017 à Paris 13e.

## Biographie
Il était engagé à l'extrême-gauche et contre la guerre d'Algérie.

## Carrière
Après des études de Lettres à Paris, il entre à l’IDHEC (Institut des Hautes Études Cinématographiques) en 1957 et en sort en 1959. Après un stage sur le film Un couple, de Jean-Pierre Mocky, il devient assistant-réalisateur à la télévision entre 1960 et 1968.
Il réalise ensuite des courts métrages de fiction (Sur le vif, La fable de la première pierre) et des documentaires en collaboration (Fleur carnivore, film collectif sur la répression menée en mai 1968 contre les étudiants).
Dès 1969, il commence sa carrière à la télévision et participe à la vague nommée à l’époque les « documentaires de création ». Il réalise d’abord pour la série Musique en 33 tours (produite par Gérard Guillaume) quatre titres entre 1969 et 1973, dont La marche de l’esprit, consacré à Mikis Théodorakis, en pleine période de « dictature des colonels » en Grèce. Il réalise aussi, en collaboration et dans le cadre des séries Vivre aujourd’hui et La vie ensemble, produites par Jacques Frémontier, La femme et la beauté, puis La rue, suivis en 1973 du Bonheur d’être une image, sur la vie diurne et nocturne d’une galerie marchande des Champs-Élysées. Il travaille ensuite à la série Miroirs du temps présent (produite par Guy Chalon) : Des biches et des hommes, La journée d’un touriste puis La maison de vos rêves (document-fiction de long-métrage) en 1975. En 1977, il produit et réalise La victoire de Sibelle, un reportage sur un concours de chiens ratiers dans le Nord de la France (sélectionné pour le festival du film court de Lille). Il collabore avec l’écrivain suisse René Berger, avec lequel il ouvre la série Les chefs-d’œuvre vous questionnent (L’embarquement pour Cythère, en 1974). Ils réalisent en 1977 un documentaire de longue durée : Le téléjournal en questions.
C’est en 1973 qu’il passe à la fiction télévisuelle avec La femme et l’enfant (d’après un scénario de Gabriel Cousin) ; Marie Dubois y interprète le rôle principal. Entre 1982 et 1990, il réalise quatre numéros de la série policière Les Cinq Dernières Minutes, dont Dynamite et compagnie (1982). Il enchaîne en 1983 avec un feuilleton de quatre heures écrit avec Ronny Coutteure : L’instit’, Ronny Coutteure y jouant le rôle principal, puis avec un téléfilm unitaire écrit avec Eric Assous : L’amour à la lettre (1986), avec en vedette Evelyne Dress. En 1990, il réalise l’épisode Une ligne d’enfer, écrit par Jacques Cortal, de la série européenne Euroflics (Eurocops).
Dans le cadre des « dramatiques en vidéo », il met en scène trois sujets de la série Messieurs les jurés, d’Alain Franck, et deux pièces de la série Petit Théâtre : l’une de Boris Vian (Adam et Eve et le troisième sexe), l’autre de Georges Feydeau (Par la fenêtre).
Entre 1958 et 1963, il rédige des articles dans différentes revues hebdomadaires et mensuelles (dont Positif, Les Lettres françaises, La Revue du Cinéma, Cinéma, La Nouvelle Critique). Il a aussi participé à l’Encyclopédie du cinéma (Roger Boussinot chez Bordas).
Entre 1977 et 1993, il exerce une activité régulière dans l’enseignement en tant que directeur de stages à l’INA. (Institut National Audiovisuel) et à l’Université Paris I (département audiovisuel).

## Filmographie

### Fictions TV
- 1973 : La Femme et l'Enfant
- 1976 : La Maison de vos rêves
- 1986 : L'Amour à la lettre

### Reportages et documentaires TV
- 1969-1973 : 4 titres de Musique en 33 tours
- Dans la série Vivre aujourd’hui : La femme et la beauté (1970) coréalisé avec Colette Djidou et Bernard Gesbert ; La rue (1971), coréalisé avec Gérard Guillaume, Les rues des ouvriers Renault de Billancourt (1971)
- 1973 : Le bonheur d’être une image
- 1974 : L’embarquement pour Cythère, dans la série Les chefs-d'œuvre vous questionnent
- 1974 : Buster Keaton, puis Les Marx Brothers, dans la série Spécial Cinéma Comique, produite par Guy Brocourt
- 1975 : En sortant de l'école
- 1977 : Pierre Bertin, la gourmandise de la vie
- 1977 : Le Téléjournal en question, en collaboration avec René Berger
- 1978 : Anniversaire, pour l’émission Réalité-Fiction de FR3, produite par Jean Frapat, coréalisé avec Jorge Lavelli

### Épisodes de séries TV
- Le Petit Théâtre d'Antenne 2 : Adam et Eve et le troisième sexe (1979), de Boris Vian, joué par Marie Wiart et Yves Maurin, et Par la fenêtre (1980), de Georges Feydeau, avec Anna Prucnal et Jacques Ferrière
- L'instit (4 × 60 min) (1983)
- Messieurs les jurés : L’affaire Romette (1981), avec Serge Sauvion dans le rôle principal, écrit par Hélène Misserly L’affaire Verviers (1982), écrit par Youri, L’affaire Gadet (1985), écrit par Danielle Guilbert et Gérard Poitou
- Les enquêtes du commissaire Maigret : Le notaire de Châteauneuf (1988), adapté de la nouvelle de Simenon par Alain Franck
- Les Cinq Dernières Minutes : épisodes Dynamite et compagnie (1982), coécrit avec Bernard Gesbert, Une paix royale (1987), écrit par Michele O'Glor, Pour qui sonne le jazz (1988), coécrit avec Michele O'Glor, et Mort d’orque (1989), écrit par Catherine Lefrançois
- Euroflics (Eurocops) : épisode Ligne d’Enfer (1990)

### Courts métrages
- 1966 : Sur le vif
- 1968 : CCP, premier film de témoignage sur les événements de mai, premier sorti sur un écran (Luxembourg/Quartier Latin), réalisation au banc-titre d'un court sujet à partir des photos du reporter Elie Kagan, en collaboration avec Bernard Gesbert et Guy Chalon
- 1968 : La société est une fleur carnivore, en collaboration avec Guy Chalon et Bernard Gesbert, commentaire de Claude Roy dit par Jean-Louis Trintignant
- 1969 : La Première Pierre
- 1977 : La Victoire de Sibelle

### Scénarios et coscénarios
- 1964 : Le Rond-point des impasses, court métrage de Bernard Gesbert, en collaboration avec Gérard Gozlan et Guy Chalon, satire des romans-photos, encore très en vogue à l'époque, avec Alain Cuniot
- 1968 : Les Bonnes Soirées de madame France, court métrage de Bernard Gesbert, coécrit avec lui
- 1982 : La Petite Fille dans un paysage bleu, de Bernard Gesbert, coécrit avec lui
- 1983 : L'Instit', coécrit avec Ronny Coutteure. Le feuilleton n'a pas de lien avec la série télévisée du même titre, programmée à partir de 1993. Le scénario du premier feuilleton a été écrit à la suite de la réalisation par Gérard Gozlan de plusieurs documentaires vidéo dans des écoles de la banlieue parisienne, dans le cadre de l'Année Internationale de l'Enfance (1978-79), avec la collaboration de Bernard Martino
- 1986 : L'Amour à la lettre, coécrit avec Eric Assous

### Écrits
- Armand Gatti aujourd’hui, avec Jean-Louis Pays, Seuil, 1970
- Les délices de l'ambiguïté (Éloge d'André Bazin) (75 pages sur deux numéros), Positif n° 45 et n° 46 (mai et juin 1962)
- L'anti-Bazin, préface de Bernard Chardère, Le Bord de l'Eau, 2013